# Plounéour-Ménez
Plounéour-Ménez település Franciaországban, Finistère megyében. Lakosainak száma 1298 fő (2022. január 1.). Plounéour-Ménez Berrien, Le Cloître-Saint-Thégonnec, Commana, La Feuillée, Pleyber-Christ és Saint-Thégonnec-Loc-Eguiner községekkel határos.

## Népesség
A település népességének változása:
| Lakosok száma | 1396 | 1211 | 1100 | 1182 | 1283 | 1251 | 1246 | 1279 | 1296 | 1298 |
|               | 1968 | 1982 | 1990 | 2006 | 2013 | 2015 | 2017 | 2019 | 2020 | 2022 |